# Fauna de la Comunidad Valenciana
La fauna de la Comunidad Valenciana es una fracción de la fauna ibérica perteneciente a la Comunidad Valenciana, resultado de la diversidad de hábitats. Entre los peces de agua dulce destacan algunas especies como el fartet y el samarugo, por ser dos especies de peces endémicas de la Comunidad Valenciana, aunque también hay poblaciones de anguila, mújol, lubina, etc.
Por lo que respecta a los anfibios en territorio valenciano habitan varias especies, como el sapo común, el sapo corredor, rana común, así como también el gallipato, entre otros. Los reptiles que se encuentran en la Comunidad Valenciana están representados por diversas especies como por ejemplo el lagarto ocelado, la lagartija colilarga, la culebra de escalera, la culebra bastarda, la víbora hocicuda, el galápago europeo.
Las especies más interesantes de la avifauna son sin duda las rapaces y las aves acuáticas. En la Comunidad Valenciana existen 22 especies de rapaces diurnas y 7 de nocturnas, de las cuales destacan por su vulnerabilidad el cernícalo primilla, el águila perdicera y la pescadora, el aguilucho lagunero y el cenizo, el alimoche, el milano negro, el halcón peregrino y el de Eleonor. Por lo que respecta a las aves acuáticas en la Comunidad Valenciana existe una gran variedad de las anátidas, como el pato colorado, la cuchara común, o el ánade azulón. También son destacables las colonias de garzas, pudiendo reseñar la garcilla bueyera, la garcilla cangrejera o la garza real, así como también es reseñable la presencia de especies como el charrán común, el charrán patinegro, la cigüeñuela común, la cerceta pardilla o diversas especies de gaviota. Otras aves y pájaros típicos de la Comunidad Valenciana son el arrendajo, el trepador azul, el petirrojo, el torcecuello, el pinzón, etc.
La mastofauna está representada, fundamentalmente, por especies de roedores, como la rata parda, la rata de agua, el ratón de campo o el ratón moruno, así como también por especies de mayor tamaño como el jabalí, el zorro, la garduña, la gineta y el tejón. Además de esto, hay que mencionar que en la Comunidad Valenciana hay una gran variedad de especies de murciélagos, algunas de ellas de gran importancia y en grave peligro de extinción, como el murciélago de cueva, el murciélago rabudo, etc.La fauna de la Comunidad Valenciana es el resultado de la diversidad de hábitats. Entre los peces de agua dulce destacan algunas especies como el fartet y el samarugo, por ser dos especies de peces endémicas de la Comunidad Valenciana, aunque también hay poblaciones de anguila, mújol, lubina, etc.

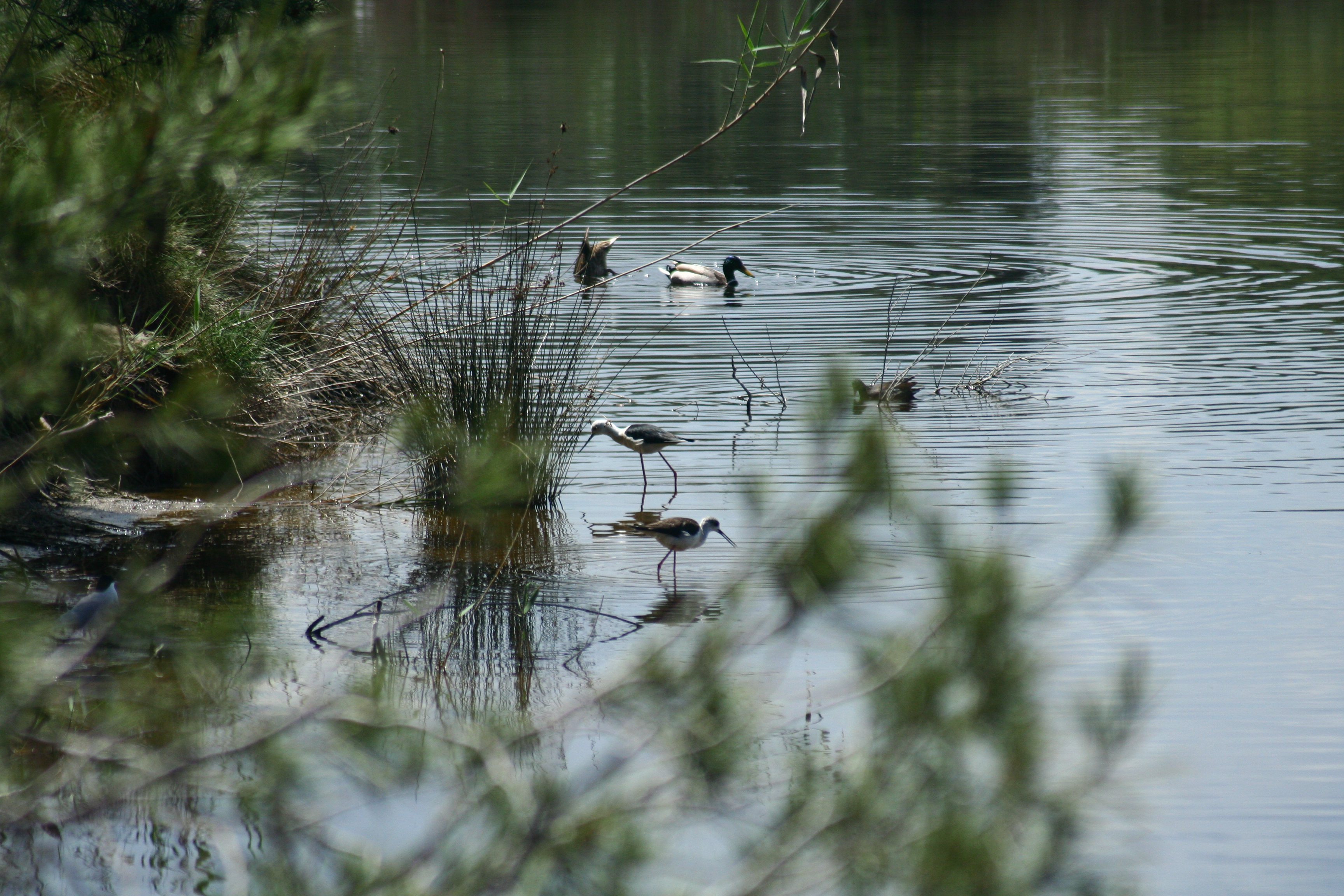
Cigüeñuelas y ánades reales en la Albufera de Valencia.
Por lo que respecta a los anfibios en territorio valenciano habitan varias especies, como el sapo común, el sapo corredor, rana común, así como también el gallipato, entre otros. Los reptiles que se encuentran en la Comunidad Valenciana están representados por diversas especies como por ejemplo el lagarto ocelado, la lagartija colilarga, la culebra de escalera, la culebra bastarda, la víbora hocicuda, el galápago europeo.